# Leymus ordensis
Leymus ordensis là một loài thực vật có hoa trong họ Hòa thảo. Loài này được Peschkova mô tả khoa học đầu tiên năm 1985.